# Francisco Quina
Francisco Ludgero Gentil Quina (ur. 24 grudnia 1930, zm. 10 listopada 2006) – portugalski żeglarz sportowy.
Wystąpił w klasie Dragon w na igrzyskach olimpijskich w 1972 w Monachium, zajmując 21. miejsce (na 23 załogi).  Płynął wówczas wspólnie z bratem Mário i Fernando Limą Bello. Olimpijczykiem był również trzeci z braci, José Manuel.